# CD Estrelas Toi Seng
Der Clube Desportivo Estrelas de Toi Seng (chinesisch 台山之星体育会), auch als CD Estrelas Toi Seng oder Toi Seng bekannt, ist ein macauischer Fußballverein. Aktuell spielt der Verein in der ersten Liga, der Liga de Elite.

## Geschichte
2022 wurde der Verein Vizemeister der zweiten Liga und stieg in die erste Liga auf.

## Erfolge
- Macauischer Zweitligavizemeister: 2022  ▲

## Stadion
Der Verein trägt seine Heimspiele im 16.272 Personen fassenden Macau Olympic Complex aus.